# 野田秀樹
野田 秀樹（のだ ひでき、1955年〈昭和30年〉12月20日 - ）は、日本の劇作家・演出家・俳優。多摩美術大学名誉教授。東京芸術劇場芸術監督。朝日賞選考委員（2015年度より）。

## 人物
長崎県西彼杵郡崎戸町（現西海市崎戸町）に生まれる。三菱炭坑勤務の父の転勤先であったため、すぐ東京へ引越す。兄は野田博明 。小学校の同級生に映画監督の金子修介がいる。1986年に劇団夢の遊眠社所属の女優竹下明子と結婚したものの1993年に離婚。1989年、網膜中心動脈閉塞症が原因で右目を失明する。
2005年12月に女優・歌手の藤田陽子と再婚。2009年6月1日に第1子女児、2014年に第2子女児、2018年に第3子男児が誕生。
2019年秋、第4子女児が誕生。（2020年の年賀状で報告していると1月4日のネットニュースで報じられている）

## 経歴
- 1972年、東京教育大学附属駒場高等学校入学後、演劇部に入部。当時演劇部に先輩は不在だった。
- 1972年、高校2年生の時に処女戯曲『アイと死をみつめて』を発表。現代国語の教師が野田の才能を高く買い、知人であった清水邦夫や矢代静一に戯曲を送りつけた。またこの教師の薦めで舞台にも足を運ぶようになっていく[8]。
- 1974年東京教育大学附属駒場高等学校卒業。駿台予備校文科一類に1年間在籍し、翌年東京大学文科一類に合格。
- 大学入学後は演劇研究会に所属。
- 1976年、東京大学演劇研究会を母体に劇団夢の遊眠社を結成。
- 1981年、東京大学法学部を中退。
- 1983年、『野獣降臨（のけものきたりて）』で第27回岸田国士戯曲賞を受賞。
- 1987年、エディンバラ国際芸術祭に、劇団夢の遊眠社が招待劇団として参加、『野獣降臨』を上演。野田はこの時のカーテンコールを、駒場小劇場での『怪盗乱魔』初演、『贋作　桜の森の満開の下』の京都・南座の公演と並び、印象に残っているとしている。一方で「言葉遊び」を中心とする自らの作風の限界を痛感する機会ともなり「物語」を重視する作風への変化や、後の海外での作品製作につながる公演となった。
- 1988年、劇団夢の遊眠社がニューヨーク国際芸術祭に参加、『彗星の使者』を上演。
- 1990年、劇団夢の遊眠社がエディンバラ国際芸術祭に参加、『半神』を上演。
- 1992年、『ゼンダ城の虜――苔むす僕らが嬰児の夜』の上演を最後に、劇団夢の遊眠社を解散。創立から解散まで公演回数43回、総ステージ数1,205回、総観客動員数は812,790名であった。
- 1992年から1993年にかけて、文化庁芸術家在外研修制度の留学生として1年間ロンドンに留学。台詞の分析が重視されるロンドン演劇界で、身体の動きを重んじるフィジカルシアターに分類される演出家サイモン・マクバーニー主宰のテアトル・ド・コンプリシテのワークショップに参加。
- 1993年、帰国。演劇企画制作会社野田地図（NODA MAP）を設立。ワークショップを基盤に、劇団の枠にとらわれず俳優を集めて上演するプロデュース公演の先駆けとなる。小スペースで少人数で上演する番外公演にも積極的に取り組んでいる。
- 2001年、歌舞伎役者の五代目中村勘九郎（現・十八代目中村勘三郎）と組み、新作歌舞伎『野田版 研辰の討たれ』を歌舞伎座で上演。この後、勘三郎とは『野田版 鼠小僧』や『野田版 愛陀姫』などでたびたび組んでいる。
- 2008年4月、東京芸術劇場初代芸術監督に就任予定であることが発表され、顧問から準備期間を経て芸術監督に就任。
- 2008年4月、多摩美術大学造形表現学部映像演劇学科教授に就任。
- 2014年4月、多摩美術大学に開設された、美術学部・演劇舞踊デザイン学科・演劇舞踊コースの教授に就任。
- 2015年4月、「東京2020オリンピック・パラリンピック」の文化プログラムを先導する東京都のリーディングプロジェクトとして「東京キャラバン」という文化ムーブメントを提唱。10月東京・駒沢で第一回公開ワークショップとパフォーマンスを開催。以降各地で活動を展開。
- 2018年9月、日仏友好160年を記念してフランス・パリで開催されるイベント「ジャポニスム2018」の一環として国立シャイヨー劇場で『贋作 桜の森の満開の下』を上演。

## 作品特徴
- 野田作品の大きな特徴は「言葉遊び」と「リメイク」である。使い古された言葉、古典と呼ばれる作品に新しい命を吹き込み[注 2]、独創的でスペクタクルな舞台を創造する。俵万智は、彼の作品について「これは古典と呼ばれることになるだろう」と評している。
- 右目を失明しており、その体験をもとに『Right Eye』を上演した。

## 受賞・栄典
- 1983年、『野獣降臨』で第27回岸田國士戯曲賞
- 1985年、第20回紀伊國屋演劇賞個人賞
- 1990年、『三代目、りちゃあど』で文化庁芸術祭賞
- 1991年、第19回テアトロ演劇賞
- 1997年、第18回日本文化デザイン大賞
- 1998年、『キル』の演出で第23回菊田一夫演劇賞
- 1999年、『Right Eye』の戯曲で第2回鶴屋南北戯曲賞
- 2000年、『パンドラの鐘』の戯曲で第34回紀伊國屋演劇賞個人賞、第50回芸術選奨文部科学大臣賞（演劇部門）、第7回読売演劇大賞最優秀作品賞
- 2001年、『野田版　研辰の討たれ』で第1回朝日舞台芸術賞グランプリ
- 2004年、NODA MAP第9回公演『オイル』で第11回読売演劇大賞最優秀作品賞・優秀演出家賞。『赤鬼（3バージョン）』『走れメルス』の作・演出・演技で第4回朝日舞台芸術賞
- 2005年、『赤鬼（3バージョン）』で第12回読売演劇大賞最優秀演出家賞・最優秀作品賞
- 2006年、第1回安吾賞。同年10月15日の新潟市「りゅーとぴあ」での授賞式では、即興で坂口安吾の長男・綱男と『贋作・桜の森の満開の下』の一節を朗読するパフォーマンスを披露している
- 2007年、戯曲『ロープ』で第58回読売文学賞。NODA・MAPが第42回紀伊國屋演劇賞団体賞
- 2008年、『THE BEE』（日本バージョン、ロンドンバージョン）で第7回朝日舞台芸術賞グランプリ、第49回毎日芸術賞、第15回読売演劇大賞最優秀男優賞・最優秀演出家賞、作品が第15回読売演劇大賞・大賞
- 2009年、大英帝国勲章OBE（イギリス・エリザベス2世女王より授与）[9]
- 2010年、2009年度朝日賞[10]
- 2011年、紫綬褒章[11]、『ザ・キャラクター』で第18回読売演劇大賞最優秀作品賞・大賞受賞、第3回早稲田大学坪内逍遙大賞受賞
- 2013年、『エッグ』で第20回読売演劇大賞優秀作品賞
- 2014年、NODA・MAP第18回公演『MIWA』にて第1回ハヤカワ「悲劇喜劇」賞[12]
- 2020年、『Q：A Night At The Kabuki』で第27回読売演劇大賞優秀演出家賞、作品が第27回読売演劇大賞最優秀作品賞
- 2022年、『フェイクスピア』で第29回読売演劇大賞優秀演出家賞、作品が第29回読売演劇大賞最優秀作品賞・大賞
- 2023年、ISPA2023「Distinguished Artist Award（優秀アーティスト賞）」を日本人で初受賞[13]

## 出演作品

### テレビドラマ
- 新選組!（2004年、NHK総合 大河ドラマ） - 勝海舟 役
- 蝶々さん（2011年、NHK総合） - 谷川伊作（壮年時）役
- 眩〜北斎の娘〜（2017年、NHK総合） - 滝沢馬琴 役[14]

### 映画
- つる -鶴-（1988年） - 大寿 役
- 学校の怪談3（1997年） - 塾の教師 役
- MONDAY（2000年） - 神山 役
- 赤線（2004年） - ゲンナリ 役
- USB（2009年） - 藤森 役

### 吹き替え
- ゴーストバスターズ（1987年） - ピーター・ヴェンクマン博士〈ビル・マーレイ〉 役 ※フジテレビ版（日本語吹替完全収録版Blu-ray BOX収録）
- インナースペース（1987年） - ジャック・パター〈マーティン・ショート〉 役 ※VHS・DVD版

### その他
- 第41回NHK紅白歌合戦（1990年12月31日、NHK総合・ラジオ第1） - 審査員
- 新・にっぽんの芸能「蔵出し!名舞台 没後10年・十八世 中村勘三郎」（2022年9月16日、NHK Eテレ）[15]

## 上演作品
※ほとんどの作品に自らも俳優として出演している。
- アイと死をみつめて
- 贋作 ひかりごけ
- 白馬童子
- 一本丸太助
- 咲かぬ咲かんの桜吹雪は咲き行くほどに咲き立ちて明け暮れないの物語
- 走れメルス 燃える下着はお好き
- 走れメルス（改訂版）
- つっぱれ!おじょうず2万7千光年の旅
- 愛の嵐（親不知篇）
- 怪盗乱魔 亭主と間男の共存できる家族制度を求めて
- 走れメルス 少女の唇からはダイナマイト!
- 少年狩り 末はあやめも知れぬ闇
- 二万七千光年の旅
- 赤穂浪士 昆虫になれなかったファーブルの数学的帰納法
- ゼンダ城の虜 苔むす僕らが嬰児の夜
- 野獣降臨（のけものきたりて）
- 大脱走 太田幸司さん、いかがおすごしですか
- 小指の思い出
- 瓶詰めのナポレオン
- 回転人魚 あなたのお名前なんてーの?
- 白夜の女騎士（びゃくやのワルキューレ）
- 彗星の使者（すいせいのジークフリート）
- 宇宙蒸発（ワルハラじょうはつ）
- 舞台星七変化（ストーンヘンジ）
- 野田秀樹の十二夜
- 半神
- 野田秀樹のから騒ぎ
- 明るい冒険 見よ、ポロロッカ空に逝く!
- 贋作（にせさく[16]）・桜の森の満開の下
- 偽作・桜の森の満開の下
- 野田版 桜の森の満開の下
- 半神 リニューアル・バージョン
- 三代目、りちゃあど
- 野田版 国性爺合戦
- 目に青葉ヤマホトトギス・赤穂浪士
- 透明人間の蒸気（ゆげ）
- 野田秀樹の真夏の夜の夢
- キル
- 贋作・罪と罰
- し
- TABOO
- 赤鬼
- ローリング・ストーン
- Right Eye
- パンドラの鐘
- カノン
- 農業少女
- 2001人芝居（にせんひとりしばい）
- 野田版 研辰の討たれ
- 売り言葉
- RED DEMON（『赤鬼』英語版）
- オイル
- 野田版 鼠小僧
- パルガントッケビ（朝鮮語: 빨간 도깨비、『赤鬼』韓国語版）
- THE BEE（英語版/日本語版）
- ロープ
- The Diver
- 野田版　愛陀姫
- パイパー
- ザ・ダイバー（『The Diver』日本版）
- ザ・キャラクター
- 表に出ろいっ!
- 南へ
- エッグ
- MIWA
- 逆鱗
- 足跡姫～時代錯誤冬幽霊～
- One Green Bottle （『表に出ろいっ！』英語版）
- Q：A Night At The Kabuki
- フェイクスピア
- 兎、波を走る
- 正三角関係[17]

## 著作

### 戯曲
- 『二万七千光年の旅』（1981年、而立書房）
- 『少年狩り 末はあやめも知れぬ闇』（1981年、而立書房→角川文庫）
- 『赤穂浪士 昆虫になれなかったファーブルの数学的帰納法』（1981年、而立書房）
- 『ゼンダ城の虜 苔むす僕らが嬰児の夜』（1981年、白水社/〔新装版〕1992年、白水社→角川文庫）
  - （ゼンダ城の虜 苔むす僕らが嬰児の夜、走れメルス）
- 『怪盗乱魔』（1981年、新潮社/1986年、新潮文庫）
- 『野獣降臨』（1982年、新潮社/1985年、新潮文庫）
  - （野獣降臨、大脱走）
- 『少年狩り 野田秀樹戯曲集』（1982年、角川文庫）
  - （少年狩り、赤穂浪士）
- 『大脱走、どこへ』（1983年、朝日出版社）
- 『小指の思い出』（1984年、而立書房）
- 『瓶詰のナポレオン』（1984年、新潮社/1988年、新潮文庫）
- 『人類への胃散 野田版・新世界史1』（1984年、角川書店/1992年、角川文庫）
- 『回転人魚』（1985年、新潮社/1989年、新潮文庫）
- 『白夜の女騎士』（1985年、新潮社）
- 『彗星の使者　宇宙蒸発』（1986年、新潮社）
- 『戯曲 半神』（1987年、小学館/〔新装版〕1996年、小学館）
  - 萩尾望都の漫画「半神」を原作とする
- 『贋作・桜の森の満開の下』（1992年、新潮社）
  - （贋作・桜の森の満開の下、野田版・国性爺合戦）
- 『廻をしめたシェークスピア』（1994年、新潮社）
  - （真夏の夜の夢、から騒ぎ、三代目、りちゃあど）
- 『キル』（1995年、新潮社）
  - （キル、透明人間の蒸気）
- 『解散後全劇作』（1998年、新潮社）
  - （キル、贋作・罪と罰、TABOO、赤鬼、ローリング・ストーン）
- 『20世紀最後の戯曲集』（2000年、新潮社）
  - （Right Eye、パンドラの鐘、カノン）
- 『二十一世紀最初の戯曲集』（2003年、新潮社）
  - （農業少女、2001人芝居、売り言葉）
- 『21世紀を憂える戯曲集』（2007年、新潮社）
  - オイル（『文學界』2003年5月号）
  - ロープ（『新潮』2007年1月号）
  - THE BEE　日本版（『新潮』2007年7月号）
- 『野田版歌舞伎』（2008年、新潮社）
  - （野田版研辰の討たれ、野田版鼠小僧、野田版愛陀姫）
- 『21世紀を信じてみる戯曲集』（2011年、新潮社）
  - ザ・キャラクター（『新潮』2010年7月号）
  - 表に出ろいっ！（『新潮』2010年10月号）
  - 南へ（『新潮』2011年3月号）
- 『エッグ/MIWA 21世紀から20世紀を覗く戯曲集』（2015年、新潮社）
  - エッグ（『新潮』2012年10月号）
  - MIWA（『新潮』2013年11月号）
- 『贋作 桜の森の満開の下／足跡姫 時代錯誤冬幽霊』（2018年、新潮社）
  - 贋作 桜の森の満開の下
  - 足跡姫 時代錯誤冬幽霊（『新潮』2017年3月号）
- 『兎、波を走る』（『新潮』2023年8月号）
- 『正三角関係』（『新潮』2024年9月号）

### オペラ演出
- マクベス 2004年5月 新国立劇場
- フィガロの結婚 2015年 全国共同制作プロジェクト

### 小説集
- 『空、見た子とか』（1982年、北宋社/1984年、角川文庫）
- 『当り屋ケンちゃん』（1983年、新潮社/1987年、新潮文庫）戯曲「小指の思い出」の原作小説

### 随筆・雑文集
- 『野田秀樹シンドローム』（1984年、而立書房）
- 『ミーハー この立場なき人々』（1984年、講談社/1986年、講談社文庫）
- 『体でっかち』（1988年、マガジンハウス/『ターザン』連載〈頭で体操〉）
- 『おねえさんといっしょ』（1991年、新潮文庫）
- 『誰にも気づかれずに大バカが治る』（1991年、光文社/1989年-1991年『JJ』連載）
- 『この人をほめよ』（1992年、新潮文庫）
- 『野田秀樹の非国語』マドラ出版 夜中の学校 1992
- 『ぼくが20世紀と暮していた頃』（1993年、中央公論社/1997年、中公文庫/1992-1993『マリ・クレール』連載）
- 『旧少年少女のための新伝記全集』（1996年、中央公論社）
- 『向こう岸に行った人々』（2000年、ぴあ/『Can Do! ぴあ』連載）

### 対談・共著
- 『野田秀樹対談集・美談』（1984年、東京書籍）
- 『有名人 おさわがせメディア表現論』竹書房、1988
  - 中上健次、高平哲郎との鼎談
- 『定本・野田秀樹と夢の遊眠社』（1993年、河出書房新社）
- 『野田秀樹 赤鬼の挑戦』（2006年、青土社）
  - 鴻英良との共著
- 『野田秀樹×鎌田浩毅 劇空間を生きる』（2018年、ミネルヴァ書房）
  - 鎌田浩毅との対談。ふたりが東京教育大附属駒場高校の同級生である縁から。